# Саке (город)
Саке (фр. Sake) — город на востоке Демократической Республики Конго, в провинции Северное Киву. Расположен в 25 км к северо-западу от административного центра провинции, города Гома, на северной оконечности озера Киву, на высоте 1492 м над уровнем моря. Вблизи Саке располагаются активные вулканы Ньямлагира и Ньирагонго, при извержении которых лавовые потоки почти достигают города.
В середине 1990-х годов Саке принял большое количество беженцев из Руанды. В 2006 году в ходе мятежа Нкунды город стал ареной противостояния между боевиками КНДП и армии ДР Конго.